# Srh (mladinski roman)
Srh (v izvirniku angleško Shiver) je mladinski fantazijski roman ameriške pisateljice Maggie Stiefvater. Govori o doživetjih mladih ljudi iz izmišljenega kraja Mercy Falls (ZDA). Tam se majhna skupina ljudi spreminja v volkove in medse občasno vključi nove osebe. To je prvi v trilogiji romanov s skupnim naslovom Volkovi iz Mercy Fallsa.

## Vsebina
Zgodbo pripovedujeta 17-letna Grace in 18-letni Sam. Dogaja se v sodobnem času, ko mladi uporabljajo mobilne telefone, se oblačijo v jeans in puloverje in se (vsaj v ZDA) vozijo v srednjo šolo s svojimi avtomobili ali rumenimi šolskimi avtobusi. Zgodba se odvija v majhnem (izmišljenem) kraju Mercy Falls. Gracein dom pa stoji ob robu velikega gozda, v katerem živijo volkovi. Sama so volkovi pridobili, ko so ga kot otroka obgrizli. Po nenavadnem spletu naključij pa se Grace, čeprav so jo volkovi obgrizli, ne spreminja v volkuljo. Ko Sama obstrelijo lovci, se spremeni v človeka. Grace mu pomaga pri zdravljenju in takrat se zbližata. Sledimo ljubezenski zgodbi med njima. Spoznamo posebne lastnosti ljudi, ki se spreminjajo v volkove, mnoge od njih pa ima tudi Grace. Pomembno vlogo v zgodbi imajo tudi Graceini starši in Samov volčji trop oz. družina. Ko se v volkove začnejo spreminjati Graceini sošolci, jih s Samom skušata rešiti, a sta le delno uspešna. Na koncu zmagajo prijateljstvo, ljubezen in prijaznost.

## Trilogija
Trilogija Volkovi iz Mercy Fallsa obsega v izvirniku tri dele. V Sloveniji sta do septembra 2011 prevedena dva dela, Srh in Nemir.

## Izdaje
- Slovenska izdaja romana iz leta 2009 (COBISS)